# История Ладакха

Карта Кашмира. Пурпурным выделен Ладакх.

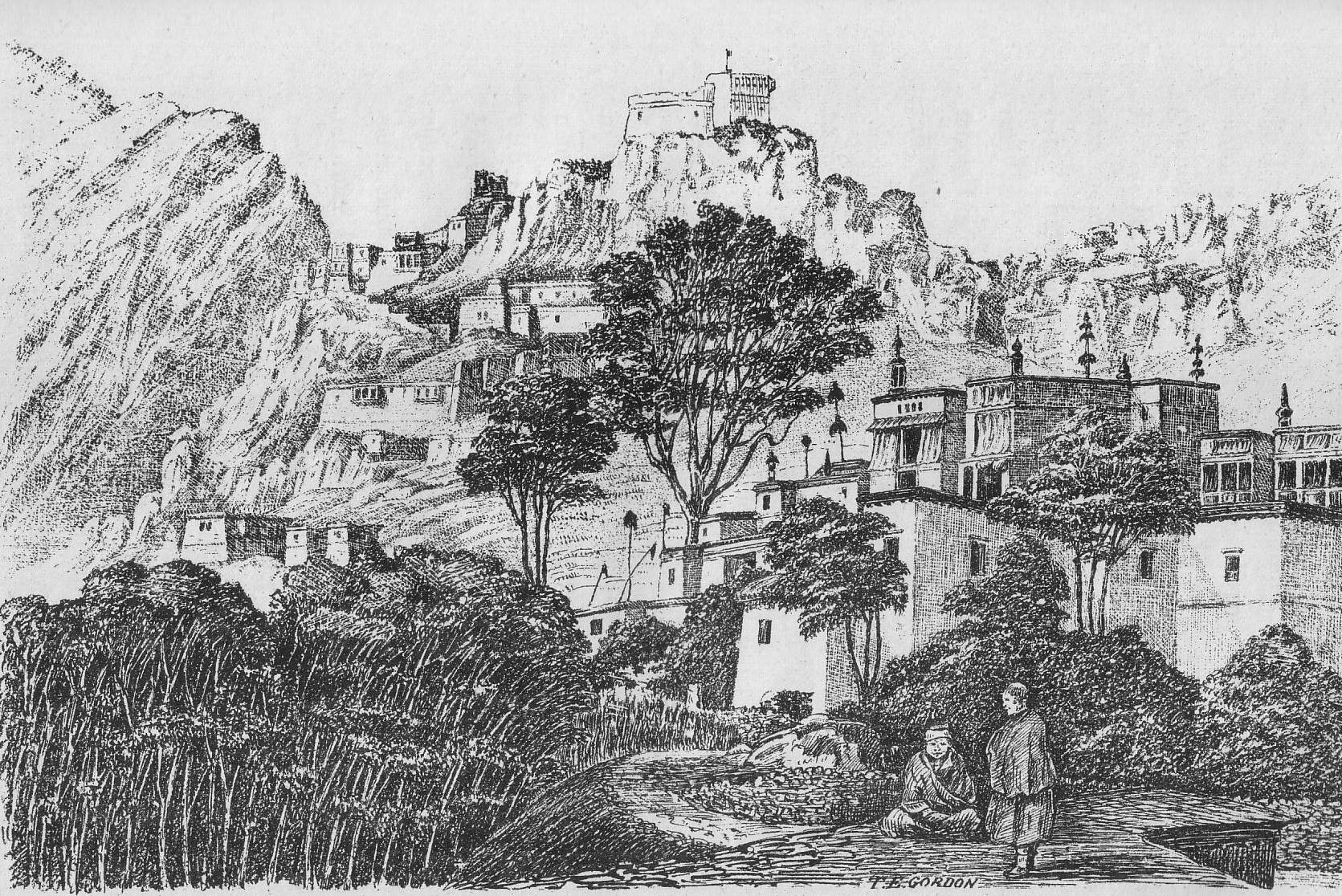
Хемис Гомпа в 1870-х

До образования Ладакхского царства в X веке, имеется очень мало фактов о его истории. Вряд ли можно говорить о государстве Ладакх до 950 г., когда распалась Тибетская Империя и принцы правящего дома разделили окраинные земли между собой.

## Ранняя история
Нет каких-либо сведений о заселении этих земель до появления здесь индо-европейского народа Дарды или Дарди. Геродот упоминает дважды о народе Дадикаи, первые жили вдоль Гандариои, и второй в описании армии Хашайарша вторгнувшейся в Грецию. Геродот также рассказывает о муравьях, добывающих золото и эту историю повторяет Неарх, адмирал Александра, и Мегасфен, они связывали золотодобычу с Дардами.
Первое историческое упоминание на письме кхароштхи собственно ладакхской истории встречается в надписи «Увима Кавтхиса», открытой около K’a-la-rtse (Кхалаце), рядом с мостом через Инд. Надпись датируется I веком, Ладакх тогда был частью Кушанской империи. Несколько других коротких Брахми и Кхароштхи найдены в Ладакхе.
Китайский монах, Сюаньцзан, ок. 634 CE, описал страну Чулудо (Kūluta, Куллу) и путь до Лохуло (Лахул), далее сказано: «Отсюда дорога, ведущая на север, более тысячи восемьсот или девятьсот ли опасного пути через горы и долины, занимает до страны Лāхул. Идя дальше на север более двух тысяч ли по пути полном трудностей и препятствий, в холодных ветрах и снегопадах, можно достичь страны Марса (также известна как Санбохе).» Царство Молосо, или Мар-са, казалось бы синонимом Мар-юл, распространённым названием Ладакха. В другом месте, текст упомячнает Мо-ло-со, также называемое Сан-по-хо пограничное с Суварнаготра или Суварнабхуми (Земля Золота), отождествляемая с царством Женщин (Стрираджя). В соответствии с Джузеппе Туччи, царство Шангшунг, или его южные территории именовались так индусами в 7 веке. В 634/5 Шангшунг попал под власть тибетцев, и в 653 тибетский наместник (mnan) был назначен в царство. Земли были полностью аннексированы в 662, но восстания вспыхнули в 677.
В VIII веке Ладакх был вовлечён в войну Тибетской Империи и Китайской Империи. В 719 здесь провели перепись, и в 724 административное управление было преобразовано. В 737, Тибетцы атаковали земли царя Bru-za (Гилгит), который попросил помощи у Китая, но тибетцы сделали его своим данником. Корейский монах Хуэйчао (704—787) (Hui Chao) достиг Индии по морю и вернулся в Китай в 727 через Центральную Азию. На северо-востоке от Кашмира он описал тря царства:
«под власью Тибетцев. . . . Страна узкая и маленькая, горы и долины очень суровы. Там монастыри и монахи, и люди искренне почитают Три Драгоценности. Как В царстве Тибет на востоке, нет монастыря где бы не было неизветсно учение Будды; но в [этих вышеупомянутых] странах население составляют Ху, поэтому они верующие. (Petech, The Kingdom of Ladakh, p. 10).»
Ризви отмечает: царства подчинены Тибету, но населены не тибетцами.
В 747 Тибет был ослаблен генералом Гао Сяньчжи, который попытался создать коридор в Центральную Азию и Кашмир. Но Гао был разбит в 751 на река Талас войсками арабов и карлуков, тибетцы незамедлительно воспользовались этим.
Географический трактат Худуд-аль-Алам (982) упоминает Болорианский (Болор=Болу, Балтистан) Тибет, где люди живут в хижинах и много купцов. Несториане вырезали кресты на камнях, видимо Согдийские христиане-торговцы или в Дрангце (Танце), и Арабы оставили надписи в регионе. В 842 разрушилась Тибетская империя, тибетская власть быстро исчезла.

## Первая Западнотибетская династия
После развала Тибета в 842, Ньима Гон, потомок правящей тибетской династии основал Ладакхское царство. Его царство включало восток и центр современного Ладакха. В это время Ладакх был тибетизирован и до сих пор его население смешанно, но тибетцы преобладали. Новая династия была буддийской и ориентировалась скорее на Кашмир, чем Тибет. Это называют второе распространение буддизма в Тибете. Ранний царь, Депелкхорцен (ок. 870 − 900), поклялся уничтожить Бон в Ладакхе и построил восемь монастырей. Он начал перевод буддийских писаний. Об остальных царях ничего неизвестно. Пятый царь взял санскритское имя, Лхачен Утпала, он завоевал Кулу, Мустанг и части Балтистана.
Около XIII века, Буддизм, как религия, был уничтожен в Индии совместными усилиями мусульман и индуистов. Ладакх стал ориентироваться на Тибет.

## Намгьял
Ладакх неожиданно столкнулся с организованным противником — мусульманами. Ладакх был разделён: в нижнем Ладакхе правил царь Такпабум из Басго и Темисгам, а верхним Ладакхом царь Такбумде из Леха и Шейя. Бхаган из Басго объединил Ладакх, уничтожив лехского царя. Он взял фамилию Намгьял (победитель) и основал династию, существующую и теперь. Царь Таши Намгьял (1555—1575) отразил вторжение монгольских ханов из Центральной Азии и выстроил замок пик Намгьял. Цеванг Намгьял расширил царство до Непала, но ненадолго.

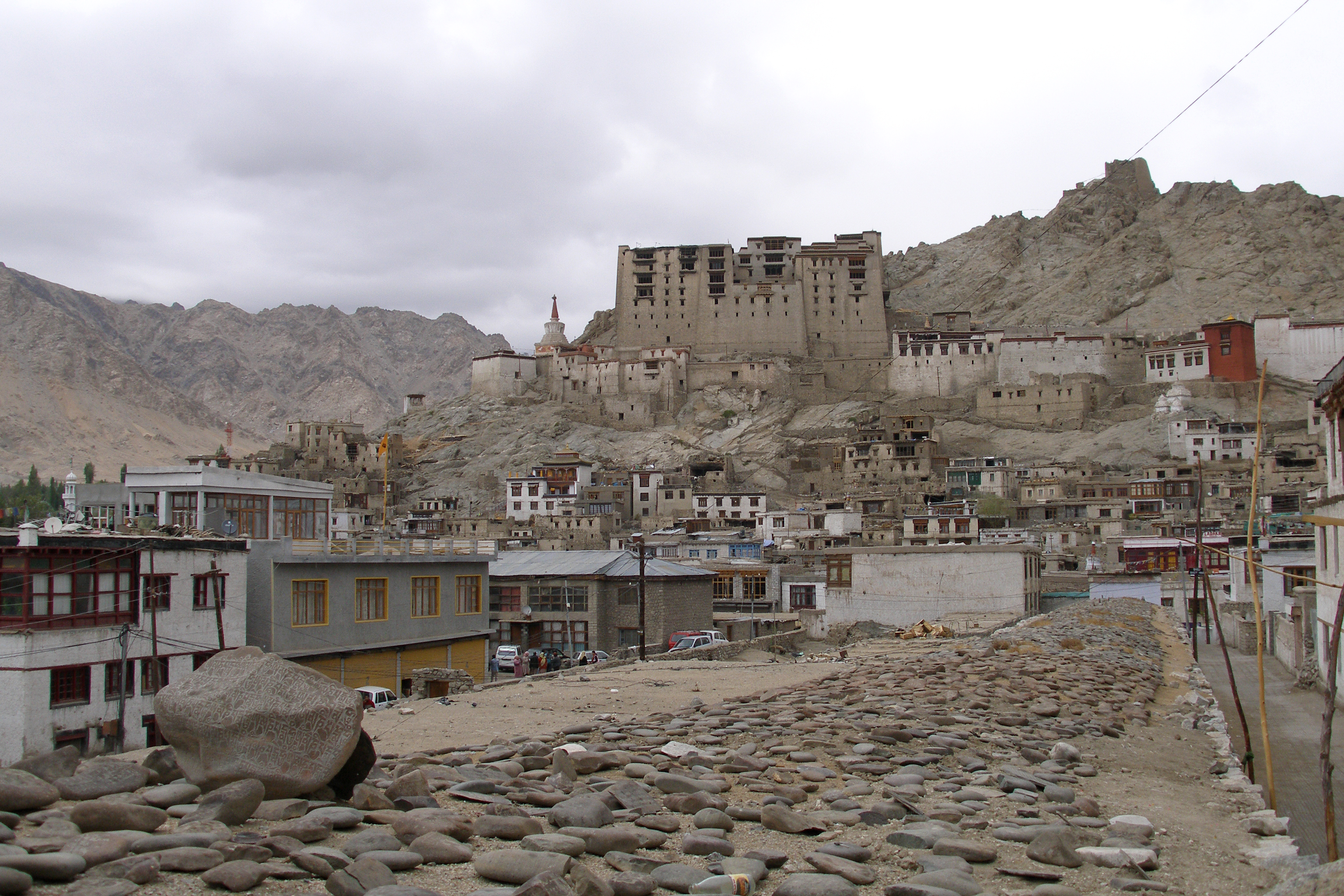
Лехский дворец, построенный Сенге Намгьялом

Джамьянг Намгьял принял Ислам и пытался разрушить Буддизм в регионе. Сенге Намгьял (1616—1642) по прозвищу 'Лев' возродил религиозное и политическое могущество Ладакха и построил несколько монастырей, включая Хемис Гомпа. Он перенёс столицу из Шейского дворца в Лехский дворец и присоединил Занскар и Спити, но был разбит моголами, вошедшими в Гилгит и Балтистан. Его сын Делдан Намгьял (1642—1694) успокоил могольского императора Аурангзеба, построив мечеть в Лехе. Позднее он с помощью Фидай Хана, сына могольского вице-короля Кашмира, Ибрагим Хана, разбил войска Далай-ламы V на равнине Чаргьял, между Ниму и Басго.

## Современность
К началу 19 века, Империя Великих Моголов рухнула, и сикхи расположились в Пенджабе и Кашмире. Однако, Догра правили в Джамму и однажды Махараджа Гулаб Сингх отправил своего генерала Зоравар Сингха захватить Ладакх в 1834 году. Король Цхеспал Намгьял был низложен и сослан в Сток. Ладакх был присоединён дограми к княжеству Джамму и Кашмир в 1846 году. Он по-прежнему пользуется значительной автономией и отношения с Тибетом.
В 1947 году штат Джамму и Кашмир был присоединён к республике Индия, но большинство кашмирцев желало присоединиться к Пакистану. В 1948 году войска Пакистанцев заняли Занскар и Каргил, не дойдя 30 км до Леха. Авиация и батальон гуркхов очистили Ладакх от пакистанцев. Каргил был сценой борьбы снова в 1965, 1971 и 1999 годах.
В 1949 году Китай закрыл границу между Нуброй и Уйгурией, блокировав 1000-летний торговый путь из Индии в Центральную Азию. В 1950 году Китай ввёл войска в Тибет, и тысячи тибетцев, в том числе Далай-лама, нашли убежище в Индии. В 1962 году Китай занял Аксайчин, и быстро построил дорогу, соединяющую Синьцзян и Тибет (Каракорумское шоссе), совместно с Пакистаном. Индия построила Сринагар-Лехское шоссе в этот период, теперь путь от Сринагара до Леха занимал 2 дня, а не 16. Одновременно, Китай закрыл Ладакх-Тибетскую границу, прервав 700-летний союз Ладакх-Тибет.
С начала 1960-х годов число иммигрантов из Тибета (в том числе кочевников чангпа) увеличилось, так как они не желали жить в Китае. Сегодня, Лех имеет около 3500 беженцев из Тибета. Они не имеют никаких паспортов, лишь таможенные пропуска. Некоторые требуют дать им Тибетское/Индийское гражданство. Многие Ладакхцы требуют отделить Ладакх от Кашмира, предоставив статус союзной территории и управление из Нью-Дели. Они говорят о нелюбви к ним коррумпированных сринагарских чиновников и мусульман. В 1989 году были ожесточенные столкновения между буддистами и мусульманами, Ладакхский совет буддистов призвал население к прерыванию любых контактов с мусульманами, запрет был снят в 1992 году. В октябре 1993 года индийское правительство и правительство штата согласились предоставить Ладакху автономию, создав Ladakh Autonomous Hill Development Council в 1995 году.